# Tanymecosticta fissicollis
Tanymecosticta fissicollis är en trollsländeart som först beskrevs av Maurits Anne Lieftinck 1932.  Tanymecosticta fissicollis ingår i släktet Tanymecosticta och familjen Isostictidae. IUCN kategoriserar arten globalt som livskraftig. Inga underarter finns listade i Catalogue of Life.